# لافينيا دوك
لافينيا لويد دوك (26 فبراير 1858-17 أبريل 1956) ممرضة أمريكية ونسوية وكاتبة ورائدة في تعليم التمريض وناشطة اجتماعية. كانj دوك مشرفة مساعدة في مدرسة جونز هوبكنز للتمريض تحت إشراف إيزابيل هامبتون روب. أسست ما أصبح لاحقًا الرابطة الوطنية للتمريض مع روب وماري أديلايد نوتنغ. كانت دوك محررة مساهمة في المجلة الأمريكية للتمريض وألفت العديد من الكتب، بما في ذلك أربعة مجلدات بعنوان تاريخ التمريض (مع م.أديلايد نوتنغ كمؤلفة مشاركة) وكتاب المواد الطبية للممرضات، وهو دليل الممرضة المعياري للأدوية لسنوات عديدة. في حياتها اللاحقة، قامت أيضًا بحملة من أجل الإصلاح الاجتماعي، حقوق المرأة بشكل خاص.

## النشأة
ولدت لافينيا دوك واحدة من ستة أطفال في هاريسبرغ، بنسلفانيا في 26 فبراير 1858. توفيت والدة دوك عندما كانت في الثامنة عشرة من عمرها. كانت هي وإخوتها مستقلين ماليًا بسبب دخل من أرض ورثها آباؤهم، مما سمح لها بخيارات أكبر في مسار حياتها المهنية.
في عام 1884، التحقت دوك بمدرسة مستشفى بلفيو للتمريض في نيويورك وتخرجت عام 1886، وعملت هناك بعد ذلك مشرفة ليلية.

## مهنة التمريض
في عام 1888، عملت دوك مع جين ديلانو، ممرضة شابة أسست فيما بعد خدمة تمريض الصليب الأحمر الأمريكي، في مستشفى بفلوريدا أثناء تفشي الحمى الصفراء. عملت دوك أيضًا مع كلارا بارتون في ربيع عام 1889 لمساعدة ضحايا فيضان في جونستاون، بنسلفانيا.
واجهت دوك سابقًا في بلفيو، المشاكل التي يواجهها طلاب التمريض عند دراسة العقاقير. في عام 1890، ألفت بتمويل من والدها، أول دليل للممرضات بعنوان المواد الطبية للممرضات. أصبح نصًا معياريًا لمدرسة التمريض وباع أكثر من مئة ألف نسخة.
في عام 1890، تم تعيين دوك في مدرسة جونز هوبكنز للتمريض كمساعدة مشرفة تحت إيزابيل هامبتون روب، التي ظلت صديقة لها مدى الحياة. تولت دوك مسؤوليات تدريس الجناح والسنة الأولى.
في عام 1893، أسست دوك، بمساعدة روب وماري أديلايد نوتنغ (الأخيرة طالبتها في هوبكنز)، الجمعية الأمريكية لمشرفي مدارس تدريب الممرضات في الولايات المتحدة وكندا، والتي أصبحت الرابطة الوطنية للتمريض، وأصبحت أمينة سرها. في ذلك العام، شكلت أيضًا جمعية الخريجين المصاحبين للممرضات، والتي أصبحت الآن جمعية الممرضات الأمريكية.
عندما غادرت دوك هوبكنز في عام 1896 عن عمر يناهز 38 عامًا، انتقلت إلى مستوطنة شارع هنري في الجانب الشرقي الأدنى من مانهاتن وعملت ممرضة زائرة لمدة عشرين عامًا. عملت مع العمال المهاجرين الفقراء، وقدمت الرعاية الوقائية والتثقيف الصحي.
أسست دوك وإثيل غوردون فينويك المجلس الدولي للممرضات في عام 1899، والذي قدم منصة للممرضات في جميع أنحاء العالم للتواصل وتحسين الصحة العامة. تولت دوك منصب أمينة السر.
في عام 1907، ألفت دوك مجلدين عن تاريخ التمريض مع ماري أديلايد نوتنغ، راجعتهما وأضافت إليهما لوحدها مجلدين آخرين في عام 1912. تابعت تأليف العديد من الكتب الأخرى عن تاريخ التمريض أيضًا، حيث كانت تعتقد أنه لا يمكن ترسيخ موقع التمريض إلا بتوثيق دقيق لتاريخه.
ساعدت دوك في تنظيم الرابطة الوطنية السابقة لممرضات الدراسات العليا الملونات في عام 1908.
نشرت دوك في عام 1910، كتاب النظافة والأخلاق، عارضت فيه الدعارة التي تنظمها الدولة ودعمت علاج الأمراض التناسلية.
انسحبت دوك من التمريض في سن الخمسين تقريبًا وركزت أكثر على الأمور الاجتماعية المعاصرة.